# Neoperla bipolaris
Neoperla bipolaris (лат.) — вид веснянок рода Neoperla из семейства настоящие веснянки (Perlidae).

## Распространение
Африка: Ангола, Танзания.

## Описание
Веснянки средней величины (около 1 см). Длина передних крыльев 12,2—13,2 мм. Тело жёлтое, центр головы охристый, тенториальные каллусы, М-линия и переднебоковые доли более тёмные, серые. Голова светло-желтовато-серая вдоль глаз и на затылке, дугообразная чёрная фасция вдоль затылочного шва, острый кончик, выступающий вперёд между оцеллиями. Антенна и церки черноватые, сегменты 1—3 светлее. Пальпы с серыми кончиками. Пронотум тёмно-пепельно-серый. Мезонотум между основаниями крыльев желтовато-коричневый. Бёдра дорсодистально тёмно-серые, половина передней лапки, ¼ задней лапки, верхний край колена в целом жёлтые. Голени тёмные, кроме самого кончика, лапки тёмные. Крылья черновато-серые, жилки тёмные, кроме коричневатых на коротком базальном участке бокового пространства. Передние крылья темнее задних. ДНК голотипа самки из Африки был секвенирован и показал сестринские отношения Neoperla bipolaris по отношению к виду Neoperla schuelei. Яйцо имеет размер 335*200 мкм, каплевидное, оперкулум округлый, якорный полюс плоский, ширина соответствует 1/3 максимальной ширины яйца. Хорион с плотными неупорядоченными точками, на обоих полюсах среди точек имеются низкие импунктированные радиальные ребра.

## Таксономия и этимология
Таксон был впервые описан в 2023 году немецким энтомологом Питером Цвиком (Шлиц; Германия) и австралийским биологом Андреасом Цвиком (Australian National Insect Collection; CSIRO; Канберра, Австралия). Название вида представляет собой латинское прилагательное, указывающее на наличие рудиментарных полосок вблизи обоих полюсов яйца.